# 435
Năm 435 là một năm trong lịch Julius.